# Danza de San Antonio de Padua
La danza de San Antonio de Padua, también conocida como danza de espadas de San Antonio, es una de las llamadas danzas rituales onubenses, desarrollada en la localidad de Alosno, en la provincia de Huelva, España.
Se trata de una danza ritual en honor de San Antonio de Padua, realizada durante la procesión urbana de la imagen del Santo, el sábado del último fin de semana del mes de mayo, no coincidiendo el ritual festivo con la onomástica del santo, el 13 de junio, según el santoralena de padua en 1876.
Los danzantes, organizados por la Asociación Cultural San Antonio de Padua, forman un único grupo de danza compuesto por quince hombres adultos, distinguiéndose el «cabeza» y el «rabeador». La danza interpretada con espadas se realiza por delante del santo, imitando la forma de una serpiente que se enrosca, se estira y zigzaguea al compás de la música. En este movimiento sobresale el papel del «rabeador» ya que simula la cola de la serpiente. Destacan las figuras del «puente-fila», el «puente-parejas» y el coro.
Los símbolos que identifican a la danza son: San Antonio de Padua, las espadas (que identifica a los danzadores y a la danza en sí misma), la indumentaria y el movimiento «serpiente» que ejecuta el grupo.
La actividad se desarrolla en la Iglesia de Nuestra Señora de Gracia, la plaza de la Constitución y las calles por donde se realiza el recorrido procesional del santo. 